# Shūkan Shōnen Jump
Shūkan Shōnen Jump (japanisch 週刊少年ジャンプ Shūkan Shōnen Jampu, bekannter unter seiner Kurzbezeichnung Shōnen Jump, offiziell in Japan auch als WEEKLY JUMP vermarktet) ist ein seit 1968 veröffentlichtes japanisches Manga-Magazin, das im wöchentlichen Turnus bei Shūeisha erscheint. Es richtet sich vorrangig an ein junges männliches Publikum und ist daher der Gattung Shōnen zuzuordnen. Sonderausgaben, in denen vor allem One Shots bekannter aber auch neuer, bislang unbekannter Mangaka veröffentlicht werden, heißen Akamaru Jump und erscheinen vor allem an japanischen Feiertagen. Das Magazin hat einen Umfang von fast 500 Seiten und kostet 260 Yen (etwa 1,90 Euro). Mit einer verkauften Auflage von über 6 Millionen war es Mitte der 1990er Jahre eines der meistverkauften Magazine, egal welcher Art, weltweit.
Die erfolgreicheren der im Magazin erscheinenden Manga-Serien werden später vom Imprint Jump Comics in Taschenbuchform veröffentlicht. Viele der international bekannten Shōnen-Manga erschienen in der Shōnen Jump. Weitere Jump-Magazine sind und waren Jump SQ, V Jump, Super Jump, Young Jump, Business Jump, Gekkan Shōnen Jump und Ultra Jump.

## Inhalt
Grundwerte des Magazins, wie sie sich Manga-Magazine üblicherweise geben, sind „Freundschaft, Ausdauer und Sieg“ (yūjo, doryoku, shōri). Diese sind Ergebnis einer Umfrage, in der die Leser nach drei Dingen gefragt wurden, die ihr Herz wärmen, die sie als besonders wichtig empfinden und was sie besonders glücklich macht. Die Auswahl der Serien richtet sich an diesen Werten und an den Erwartungen an Geschichten des Shōnen-Genres aus. Darüber hinaus wird auf ein bestimmtes Verhältnis von Themen und Genres geachtet. Science-Fiction und Fantasy machen aktuell etwas mehr als ein Drittel des Magazins aus, Schulgeschichten etwas weniger. Sport-Manga sind nur etwa zu 10 % vertreten. Ebenso achtet die Redaktion auf ein ausgewogenes Verhältnis der Stimmungen in den enthaltenen Serien. Dies kann sich durch das Ende die Aufnahme von Serien verändern und sich so auf die Entwicklung der im Magazin veröffentlichten Mangas auswirken. So hatte Naruto zu Beginn seiner Veröffentlichung 1999 noch die Rolle einer frischen Fantasy-Serie mit viel Humor inne. In den Jahren 2003 und 2004 begannen mit Gin Tama und Reborn! zwei Comedy-Serien, die ebenfalls viele Fantasy-Elemente haben. Zugleich endeten die eher düster angelegten Yu-Gi-Oh! und Shaman King. JoJo’s Bizarre Adventure wechselte in ein anderes Magazin. In der gleichen Zeit wurde Naruto ernsthafter und enthält seitdem weniger Humor. Bis zum Abschluss der Serie 2014 stand sie dann lange im Kontrast zum weiterhin eher heiteren, aber auch Action- und Fantasyhaltigen und ebenfalls sehr erfolgreichen One Piece. Die inhaltliche Vielfalt geht aber bis hin zu Geschichten mit Bildungswert, wie einer Serie über Nobelpreisgewinner Anfang der 1990er Jahre.
Die Inhalte des Magazins wandelten sich mit der Zeit. So standen in den 1970er Jahren noch Action, Western und Thriller im Vordergrund. Diese sind heute weitgehend in anderen Genres aufgegangen oder eine Randerscheinung. Die heute viel vertretenen Genres Fantasy und Science-Fiction waren damals noch schwach vertreten. Jason Thompson nennt als Ergebnis der redaktionellen Linie, dass das Magazin „einige der individuellsten Zeichenstile und formelhaftesten Geschichten“ biete. Oft enthalten sind „fantastische Kämpfe oder Wettstreite, in denen der Held mit Hilfe der Freundschaft seine Widersacher bezwingen“ könne.
Eine Ausgabe des Magazins besteht, wie bei dieser Art Publikation üblich, aus einem auffällig farbigen Cover aus Glanzpapier. Auf den ersten Seiten ist Werbung enthalten, oft für Spiele oder Schönheitsprodukte, die mit den Serien in Zusammenhang stehen. Nach dem ersten Kapitel folgen wieder einige Seiten Werbung. Der eigentliche Inhalt in Form von Einzelkapiteln der Mangaserien umfasst etwa 450 Seiten, die auf sehr dünnem Papier in Schwarz-Weiß bedruckt sind. Nur der erste Werbeblock und die ersten, farbigen Seiten einiger der Kapitel sind ebenfalls auf Glanzpapier gedruckt. Die einzelnen Kapitel habe jeweils verschieden eingefärbtes Papier.

## Leserschaft und Geschäftspolitik
Die Zielgruppe des Magazins sind in erster Linie an Jungen zwischen 10 oder etwas jünger bis 16 Jahren. Tatsächlich wird es jedoch auch von vielen älteren männlichen und von sowohl jüngeren als auch älteren Frauen gelesen. 2012 waren über 50 % der Leser über 18 Jahre alt und 20 % weiblich. Aktuell liegt die Zahl der verkauften Exemplare bei etwa 2,40 Millionen jede Woche. Die tatsächliche Anzahl der Leser ist wahrscheinlich deutlich höher, da Manga-Magazine oft verborgt oder weitergegeben werden und kostenlos zu lesende Exemplare in kleinen Läden und Gaststätten ausliegen.
Die Popularität der enthaltenen Serien wird in jeder Ausgabe durch einen Fragebogen abgefragt. Serien werden abgesetzt, wenn sie 10 Wochen in Reihe schlechte Beliebtheitswerte haben. Besonders beliebte werden oft verlängert. Auch sucht die Redaktion gezielt nach neuen Talenten als Autoren. Der kommerzielle Erfolg des Magazins hält sich Schätzungen zufolge in Grenzen, da der geringe Preis kaum die Kosten deckt. Gewinne macht der Verlag stattdessen mit Taschenbuchausgaben und dem Lizenzgeschäft zu den im Shōnen Jump laufenden Serien.

## Veröffentlichungsgeschichte
Verkaufte Auflage:
Shōnen Jump wird vom Shūeisha-Verlag seit Juli 1968 herausgegeben. Es erschien zunächst alle zwei Wochen, nach einem Jahr wöchentlich. Zugleich wurde das ältere, monatlich erscheinende Magazin Shōnen Book eingestellt und durch das monatliche Gekkan Shōnen Jump ersetzt. Obwohl Konkurrenzmagazine wie Shūkan Shōnen Sunday und Shūkan Shōnen Magazine schon älter waren, wurde Shōnen Jump 1973 zum meistverkauften Manga-Magazin in Japan und blieb dies fast durchgängig bis heute. Bereits seit Start des Magazins gehörte es zur Geschäftspolitik, gezielt nach jungen Zeichnern zu suchen, diese aufzubauen und als erfolgreiche Künstler beim Magazin zu halten. In den ersten Jahren resultierte dies noch daraus, dass die erfolgreichen Mangaka alle bereits bei anderen Magazinen unter Vertrag waren. 1994 erreichte es seine höchste Auflage von 6,53 Millionen verkauften Exemplaren pro Woche. Nach dem Ende des sehr erfolgreichen Dragon Ball gingen die Verkäufe 1995 um über 800.000 zurück. Ab 1997 ging diese Zahl, wie bei anderen Magazinen auch, weiter zurück. Im gleichen Jahr wurde es für einige Jahre vom Shōnen Sunday als erfolgreichstes Magazin abgelöst. 2012 lag die verkaufte Auflage bei 2,85 Millionen – noch immer 1 Million mehr als das zweitmeistverkaufte Shōnen Magazine.

## Internationale Ableger
- In Deutschland erschien von November 2001 bis Dezember 2005 bei Carlsen Comics die Banzai!, die neben Shōnen-Jump-Serien auch deutsche Eigenproduktionen vorstellte. Die Zeitschrift hatte eine monatliche Auflage von etwa 80.000 Exemplaren, wurde jedoch nach der 50. Ausgabe eingestellt, da der Lizenzvertrag nicht verlängert wurde.
- In Hongkong veröffentlicht Culturecom Comics den Ableger EX-am.
- In Norwegen erschien Shonen Jump von März 2005 bis Ende 2007 beim Schibsted-Verlag. Die Zeitschrift wurde aus dem Schwedischen übersetzt.
- In Schweden veröffentlichte Full Stop Media von Oktober 2004 bis November 2007 insgesamt 36 Ausgaben von Shonen Jump.
- In Taiwan erschien zunächst ein Ableger unter dem Titel Rèmén Shàonián Top (熱門少年TOP). Als der Verlag Da Ran in den 1990er Jahren sein Geschäft einstellte, endete auch die Veröffentlichung des Magazins. Es wurde durch Báodǎo Shàonián (寶島少年) ersetzt, das bei Tong Li Publishing erscheint.
- In Thailand erscheinen zwei Ableger des Shōnen Jump. Sowohl im C-Kids (ซีคิดส์) von Siam Inter Comics als auch im Boom (บูม) von Nation Edutainment erscheinen Serien aus dem japanischen Original und nationale Eigenproduktionen.
- In den USA erschien ein Shōnen-Jump-Ableger ab Januar 2003 bei Viz Media. Die Auflage betrug etwa 350.000 Exemplare pro Monat. Beim Start enthielt es nicht nur damals aktuelle Serien wie Naruto oder One Piece, sondern auch bereits in Japan abgeschlossene, darunter Dragon Ball.[8] Im April 2012 wurde der Ableger eingestellt und durch eine Online-Ausgabe ersetzt.

## Auszeichnungen
Gemeinsam mit seinem Verlag Shūeisha vergibt das Magazin zwei Preise an neue Künstler für deren eingereichte One Shots. Dies ist zum einen der halbjährlich vergebene Tezuka-Preis für alle Arten von Geschichten sowie der Akatsuka Award für komische Manga.

## Veröffentlichte Manga-Serien

### Fortlaufend
| Titel                       | Autor                            | Start (Ausgabe) |
| --------------------------- | -------------------------------- | --------------- |
| Akane-banashi               | Yuki Suenaga, Takamasa Moue      | 2022/#11        |
| Blue Box                    | Kōji Miura                       | 2021/#19        |
| Boku to Roboco              | Shuhei Miyazaki                  | 2020/#31        |
| Ekiden Burosu               | Daiki Nono                       | 2025/#31        |
| Ekusoshisuto no kiyoshi-kun | Shouichi Usui                    | 2024/#30        |
| Harukaze Maundo             | Togo Goto, Matsuura Kento        | 2025/#29        |
| Himaten!                    | Genki Ono                        | 2024/#32        |
| Hunter × Hunter             | Yoshihiro Togashi                | 1998/#14        |
| Kaedegami                   | Jun Harukawa                     | 2025/#30        |
| Kagurabachi                 | Takeru Hokazono                  | 2023/#42        |
| Kill Blue                   | Tadatoshi Fujimaki               | 2023/#20        |
| Madan no Ichi               | Osamu Nishi, Shiro Usazaki       | 2024/#41        |
| Naisu Purizon               | Tatsuya Suganuma                 | 2025/#21        |
| Nue no Onmyōji              | Kōta Kawae                       | 2023/#24        |
| One Piece                   | Eiichirō Oda                     | 1997/#34        |
| Pingu Pongu                 | Yoshiharu Kataoka                | 2025/#32        |
| Sakamoto Days               | Yūto Suzuki                      | 2020/#51        |
| Shinobigoto                 | Ippon Takegushi, Santa Mitarashi | 2024/#42        |
| The Elusive Samurai         | Yūsei Matsui                     | 2021/#8         |
| Tomoshibi no Oteru          | Yūki Kawaguchi                   | 2025/#24        |
| Witch Watch                 | Kenta Shinohara                  | 2021/#10        |

(Stand: 11. August 2025)

### Abgeschlossen / nicht mehr im Magazin (Auswahl)
- 100% Strawberry von Mizuki Kawashita
- Assassination Classroom von Yūsei Matsui, Nr. 31-2012 bis 16-2016
- Bakuman. von Tsugumi Ōba und Takeshi Obata
- Baō Raihōsha von Hirohiko Araki, Nr. 45-1984 bis 11-1985
- Barfuß durch Hiroshima von Keiji Nakazawa
- Bastard!! von Kazushi Hagiwara
- Beelzebub von Ryūhei Tamura
- Black Cat von Kentarō Yabuki
- Black Clover von Yūki Tabata, 2015 bis 2023
- Bleach von Tite Kubo
- Bobobo-bo Bo-bobo von Yoshio Sawai
- Buso Renkin von Nobuhiro Watsuki
- Butsu Zone von Hiroyuki Takei
- Captain Tsubasa von Yōichi Takahashi
- Captain Tsubasa World Youth von Yōichi Takahashi
- Cat’s Eye von Tsukasa Hōjō
- Chainsaw Man von Tatsuki Fujimoto
- Chameleon Jail von Takehiko Inoue
- Circuit no Ōkami von Satoshi Ikezawa, Nr. 1-1975 bis 32-1979
- City Hunter von Tsukasa Hōjō
- Cowa! von Akira Toriyama
- D.Gray-man von Katsura Hoshino
- Death Note von Takeshi Obata und Tsugumi Ōba
- Demon Slayer von Koyoharu Gotouge, 2016 bis 2020
- DNA² von Masakazu Katsura
- Doberman Deka von Buronson und Shinji Hiramatsu, Nr. 36-1975 bis 48-1979
- Dokonjō Gaeru von Yasumi Yoshizawa, Nr. 31-1970 bis 24-1976
- Dr. Slump von Akira Toriyama
- Dr. Stone von Riichiro Inagaki und Boichi, 2017 bis 2022
- Dragon Ball von Akira Toriyama
- Eyeshield 21 von Yūsuke Murata und Riichiro Inagaki
- Fist of the North Star von Tetsuo Hara und Buronson
- Food Wars! Shokugeki no Soma von Yūto Tsukuda (Text) und Shun Saeki (Zeichnung)
- Fūma no Kojirō von Masami Kurumada, Nr. 3-1982 bis 49-1983
- Ginga Nagareboshi Gin von Yoshihiro Takahashi, Nr. 50-1983 bis 13-1987-
- Gintama von Hideaki Sorachi, Nr. 02-2004 bis 18-2018
- Gun Blaze West von Nobuhiro Watsuki
- Harenchi Gakuen von Go Nagai
- Haikyu!! von Haruichi Furudate, 2012 bis 2020
- Hatsukoi Limited von Mizuki Kawashita
- Highschool! Kimengumi von Motoei Shinzawa, Nr. 18-1982 bis 30-1987
- Hikaru no Go von Takeshi Obata und Yumi Hotta
- Hoshin Engi von Ryū Fujisaki
- I"s von Masakazu Katsura
- Inumaru Dashi von Kōji Ōishi
- JoJo no Kimyō na Bōken (Jojo’s Bizarre Adventure) von Hirohiko Araki
- Jujutsu Kaisen von Gege Akutami, Nr. 14-2018 bis 44-2024
- Kajika von Akira Toriyama
- Katekyou Hitman Reborn von Akira Amano
- Kimagure Orange Road von Izumi Matsumoto
- Kinnikuman von Yudetamago, Nr. 22-1979 bis 21-1987
- Kobura von Buichi Terasawa, Nr. 45-1978 bis 48-1984
- Kochira Katsushika-ku Kameari-kōen Mae Hashutsujo von Osamu Akimoto
- Kuroko no Basuke von Tadatoshi Fujimaki
- Level E von Yoshihiro Togashi
- Love Trouble von Kentarō Yabuki und Saki Hasemi
- Magical Tarurūto-kun von Tatsuya Egawa, Nr. 49-1988 bis 40-1992
- Majintantei Nogami Neuro von Yusui Matsui
- Mazinger Z von Go Nagai
- Medaka Box von Nisio Isin (Text) und Akira Akatsuki (Zeichnungen)
- Mieru Hito von Toshiaki Iwashiro
- Mission: Yozakura Family von Hitsuji Gondaira, Nr. 39-2019 bis 08-2025
- Mr. Fullswing von Shin'ya Suzuki
- Mx0 von Yasuhiro Kano
- My Hero Academia von Kohei Horikoshi, ab Nr. 32-2014
- Naruto von Masashi Kishimoto, ab Nr. 43-1999[3]
- Naruto: Der siebte Hokage und der Scharlachrote Frühling
- Nurarihyon no Mago von Hiroshi Shiibashi
- Play Ball von Akio Chiba, 27, Nr. 27-1973 bis 31-1978
- Pretty Face von Yasuhiro Kano, Nr. 24-2002 bis 28-2003
- Psyren von Toshiaki Iwashiro
- Pyū to Fuku! Jaguar von Kyosuke Usuta, 2000 bis 2010
- Ring ni Kakero von Masami Kurumada
- Rokudenashi Blues von Masanori Morita, 1988 bis 1997
- Rookies von Masanori Morita, Nr. 10-1998 bis 39-2003
- Rurouni Kenshin von Nobuhiro Watsuki
- Saint Seiya von Masami Kurumada
- Shadow Lady von Masakazu Katsura
- Samurai8 von Masashi Kishimoto und Akira Ōkubo
- Sandland von Akira Toriyama
- Shaman King von Hiroyuki Takei
- Sket Dance von Kenta Shinohara
- Slam Dunk von Takehiko Inoue
- Steel Ball Run von Hirohiko Araki
- Stop!! Hibari-kun! von Hisashi Eguchi, Nr. 45-1981 bis 51-1983
- Taizoumote King Saga von Amon Dai
- The Ichinose Family's Deadly Sins von taizan5
- The Prince of Tennis von Takeshi Konomi
- The Promised Neverland von Kaiu Shirai (Text) und Posuka Demizu (Zeichnung)
- Video Girl Ai von Masakazu Katsura
- Whistle! von Daisuke Higuchi
- Wingman von Masakazu Katsura
- We Never Learn von Taishi Tsutsui
- Wild Half von Yūko Asami, Nr. 3-1996 bis 52-1998
- Yu-Gi-Oh! von Kazuki Takahashi
- Yū Yū Hakusho von Yoshihiro Togashi